# Jöns Jakob Berzelius

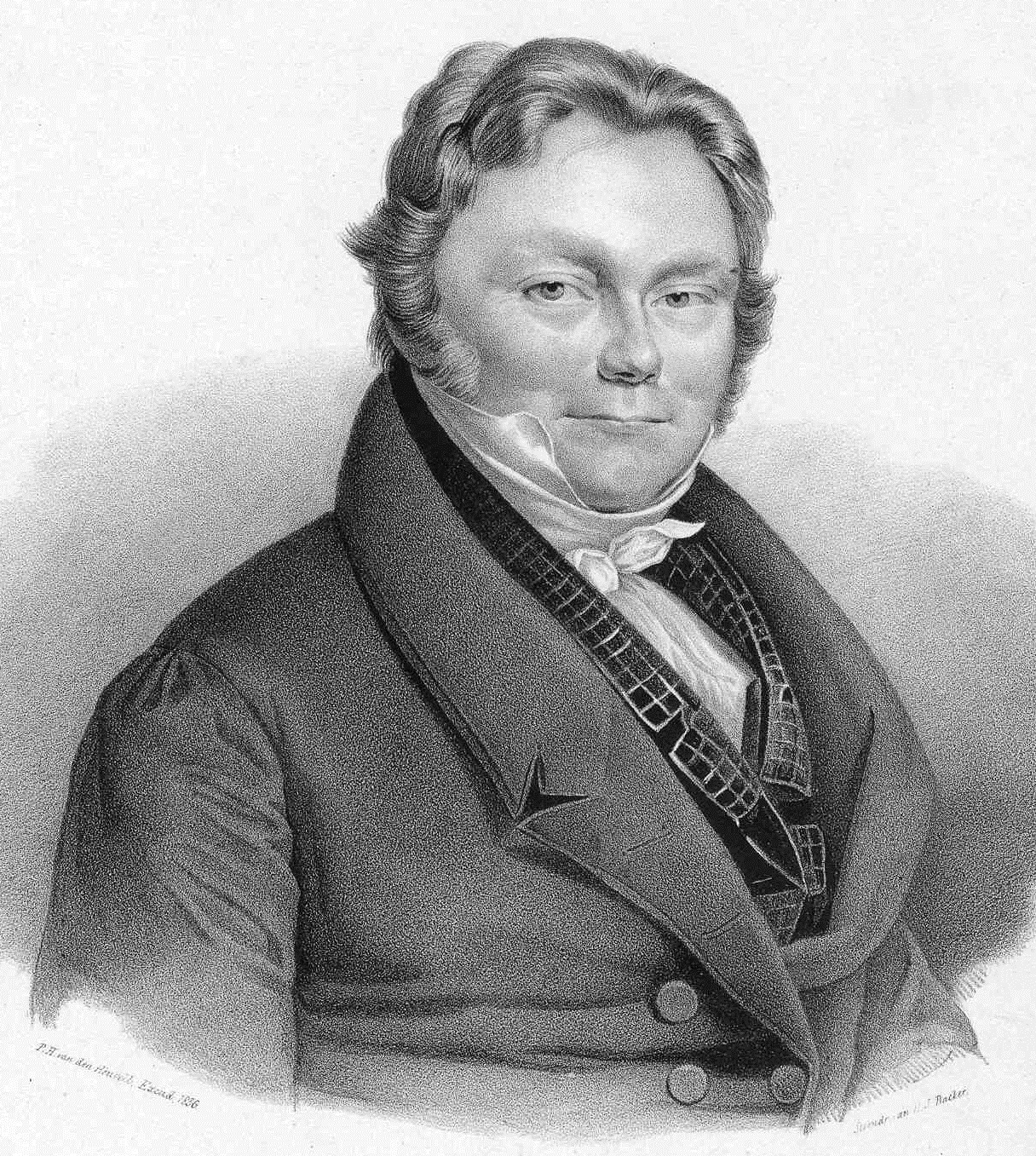
Berzelius egy 1836-os litográfián

Jöns Jakob Berzelius (Västerlösa, Vadstena község, 1779. augusztus 20. – Stockholm, 1848. augusztus 7.) svéd vegyész. A 19. század első felének legjelentősebbnek tartott személyisége a kémia tudomány területén.

## Életrajza
1796-ban orvostant kezdett hallgatni az Uppsalai Egyetemen. 1802-ben orvosi diplomát szerzett, de figyelme a kémia felé irányult. Első kísérleteit Hisinger asszisztenseként Stockholmban végezte. 1810-től a Svéd Királyi Tudományos Akadémia elnökévé, 1818-tól örökös titkárává választották. Károly János király 1818-ban nemesi, 1835-ben bárói rangra emelte.

## Munkássága
- Ő figyelte meg először, hogy az elektromos áram egyes vegyületek bomlását okozza, azaz felfedezte az elektrolízist.
- Ő vezette be az elemek jelölésére a latin nevük első, illetve – ütközés esetén – első két betűjéből álló vegyjeleket, amelyeket – kis módosítással – máig is használunk.
- Dalton atomelméletének és a saját maga által kidolgozott (később hibásnak bizonyult) elektrokémiai elméletének megalapozását és kiterjesztését szorgalmazta a kémia minden területére.
- 1828-ban korának legpontosabb atomtömeg-táblázatát publikálta.
- Bevezette az allotrópia fogalmát.
- Felfedezett három elemet: a szelént, szilíciumot és tóriumot, valamint Wilhelm Hisinger svéd geológussal közösen egy negyediket is, a cériumot (amit tőlük függetlenül Martin Heinrich Klaproth német vegyész is felfedezett).
- Számos vegyület összetételét meghatározta.
- Több laboratóriumi eszköz és analitikai eljárás bevezetése is Berzelius nevéhez fűződik.
- Rakéták fejlesztése terén is folytatott kutatásokat.
- Hosszú ideig évente publikált összefoglalót a kémia új eredményeiről. Ezt a munkáját németre fordítva is kiadták Jahresbericht über die Fortschritte der physischen Wissenschaften címmel.
- Lärbok i Kemien című tankönyvét több nyelvre lefordították, és hosszú ideig az egyik legfontosabb kémiakönyvnek számított.

## Tagságai
- 1808: Svéd Királyi Tudományos Akadémia
- 1813: Royal Society (Foreign Member)
- 1812: Porosz Királyi Tudományakadémia (levelező tag)
- 1825: Porosz Királyi Tudományakadémia (külső tag)[12]
- 1816: Académie des sciences
- 1818: Leopoldina Német Természettudományos Akadémia[13]
- 1820: Bajor Tudományos Akadémia (külső tag)
- 1820: American Philosophical Society[13] sowie als Ehrenmitglied (Honorary Fellow) in die
- 1820: Royal Society of Edinburgh (Honorary Fellow)
- 1820: [Orosz Tudományos Akadémia]
- 1826: Göttingeni Tudományos Akadémia (külső tag)
- 1837: Svéd Akadémia